# Psittacula exsul
La cotorra de Newton o cotorra de Rodrigues (Psittacula exsul) es una especie extinta de ave psittaciforme de la familia Psittaculidae endémica de la isla de Rodrigues, del archipiélago de las Mascareñas en el océano Índico occidental. Su congénere la cotorra alejandrina es su pariente más cercano y probablemente también sea su antecesor. Varias de sus características difieren de las especies próximas, indicando un aislamiento prolongado en Rodrigues y una subsecuente adaptación.
Con unos 40 cm de largo la cotorra de Newton era aproximadamente del tamaño de la cotorra de Kramer. Su plumaje era principalmente grisáceo o gris azulado, lo que es inusual en el género Psittacula, cuyas especies tienen plumajes principalmente verdes. El macho tenía un colorido algo más intenso que la hembra, ya que tenía el pico rojizo en lugar de negro, pero los detalles del aspecto de los machos adultos son inciertos, solo se conoce un espécimen masculino y se cree que podría tratarse de un inmaduro. Es posible que los machos pudieran tener una mancha roja en las alas como las cotorras alejandrinas. Ambos sexos tenían una lista negra a modo de collar desde la garganta hasta la nuca. Sus patas eran grises y sus iris amarillos. Algunos registros del siglo XVII indican que algunos miembros de la especie eran verdes, lo que indicaría que habría morfos de color azul y verde, pero no existe una confirmación definitiva para estos informes. Se sabe poco sobre su comportamiento, pero podrían haberse alimentado de las nueces de los árboles de Cassine, además de sus hojas. Era un ave muy mansa y se le podía enseñar a imitar la voz humana.
La cotorra de Newton fue citada por escrito por el francés François Leguat en 1708, y solo fue mencionada unas pocas veces más en la literatura científica. El nombre científico «exsul» es una referencia a Leguat, que estaba exiliado de Francia. Solo existen dos dibujos realizados a partir de aves vivas, ambos del mismo ejemplar que se mantenía en cautividad en la década de 1770. El primer espécimen conocido por la ciencia, una hembra, se convirtió en su holotipo cuando se describió la especie en 1872. Se recolectó un macho en 1874, y estos dos especímenes son los únicos de la especie que se conservan actualmente. Se hizo escasa debido a la deforestación y quizás a causa de la caza, pero se cree que fue aniquilada definitivamente por una serie de ciclones y tormentas que azotaron Rodrigues a finales del siglo XIX. Existieron especulaciones infundadas sobre su posible supervivencia hasta mediados del siglo XX.

## Taxonomía

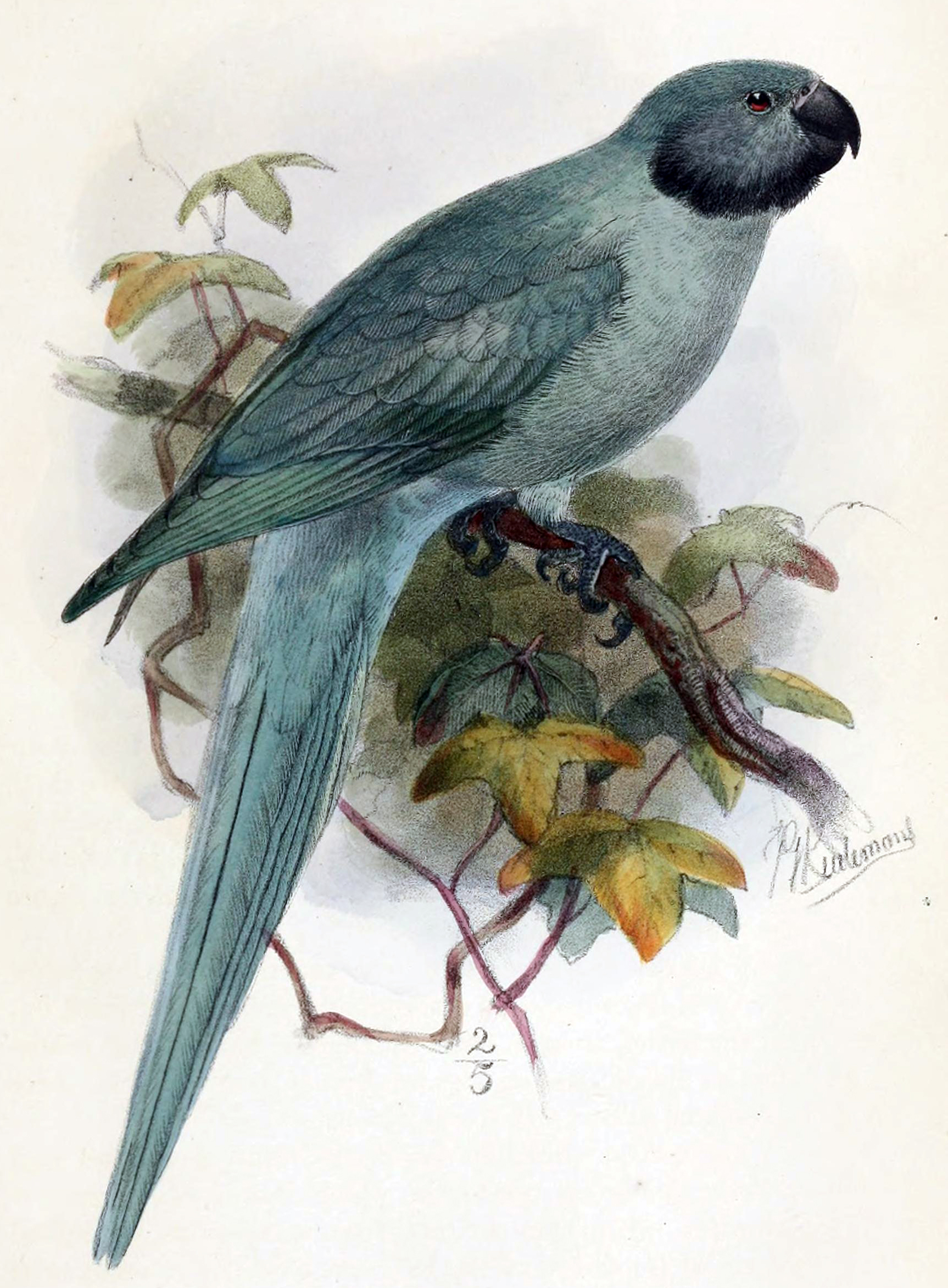
Ilustración de John Gerrard Keulemans de la hembra ejemplar holotipo, 1875.

La cotorra de Newton fue registrada por primera vez por François Leguat en sus memorias de 1708, Un nuevo viaje a las indias orientales. Leguat era el líder de un grupo de nueve hugonotes franceses que colonizaron Rodrigues entre 1691 y 1693 tras haber sido abandonados allí. Los informes siguientes son de Julien Tafforet, que también fue deportado a la isla en 1726, y después del matemático francés Alexandre Pingré, que viajó a Rodrigues para ver el tránsito de Venus de 1761.
El primer espécimen conocido para la ciencia fue una hembra recolectada por George Jenner, el entonces magistrado de Rodrigues, en 1871. El espécimen fue conservado en alcohol y se le dio a Edward Newton, un administrador colonial de Mauricio, que lo envió a su hermano, el ornitólogo británico Alfred Newton. Alfred Newton describió científicamente la especie en 1872 y le dio el nombre de Palaeornis exsul. "Exsul" ("exiliado") en referencia a François Leguat, ya que se encontraba exiliado de Francia cuando hizo la primera descripción del ave. Newton intentó encontrar un nombre más descriptivo, quizás basado en su coloración, pero le resultó difícil. Evitó publicar un dibujo de la hembra en su descripción original, a pesar de que la revista Ibis le ofreció un espacio. Quería esperar hasta que pudiera conseguir un macho que imaginó podría ser más atractivo. La hembra, que es el ejemplar holotipo de la especie, se encuentra en el Museo de la Universidad de Cambridge como espécimen UMZC 18/Psi/67/h/I.
Alfred Newton solicitó más especímenes, especialmente machos, pero finalmente publicó una lámina solo con la hembra, lamentando no haber encontrado ningún macho. Se redescubrió al año siguiente el reporte de Tafforet de 1726 y Alfred Newton anotó que se confirmaba su suposición de que el macho sería más colorido que la hembra. El recolector de Newton, Mr. Slater, había visto una cotorra de Newton viva el año anterior, pero no llevaba un arma encima. El 14 de agosto de 1874, un tal Mr. Vandorous abatió un ejemplar macho. Posteriormente J. Caldwell se lo envió a Edward Newton. Este es el paratipo de la especie, clasificado como UMZC 18/Psi/67/h/2 y conservado en el museo de Cambridge.
Edward Newton anotó que esperaba que el macho tuviera las alas adornadas con una mancha roja, pero la ausencia de ella indicaba que era inmaduro. Aun así lo encontró más bonito que la hembra. Estos dos especímenes son los únicos ejemplares conservados de la especie. Se extrajo la mandíbula y el esternón del espécimen hembra, y desde entonces se han encontrado restos subfósiles en las cuevas Plaine Corail de Rodrigues. Posteriormente el género Palaeornis fue declarado un sinónimo posterior de Psittacula, por lo que toda sus especies fueron trasladadas a este último.

### Evolución

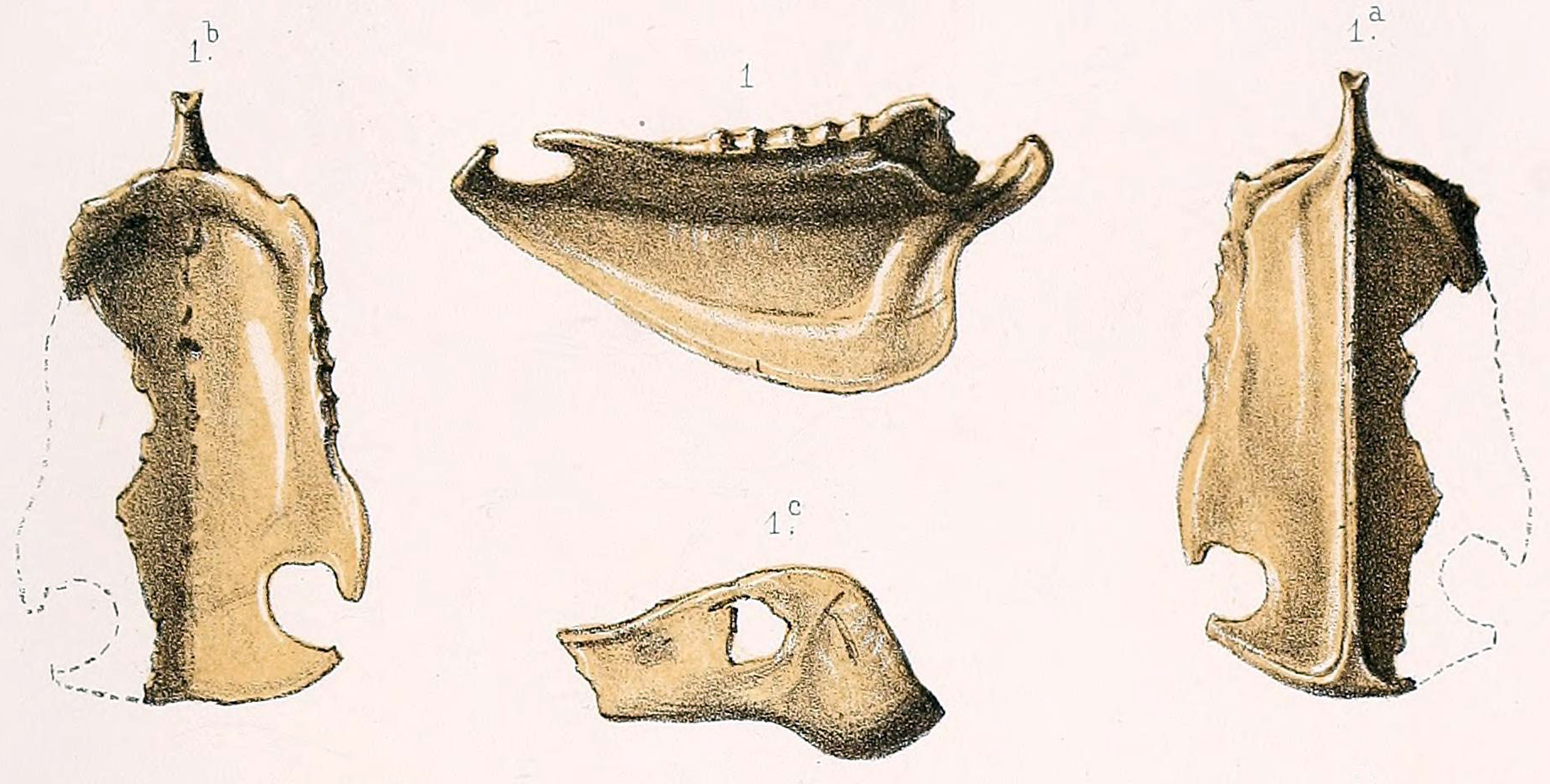
Esternón y mandíbula extraídos del espécimen hembra.

Se ha propuesto que la cotorra alejandrina (Psittacula eupatria) sería la población antecesora de todas las especies de Psittacula de las islas del océano Índico al realizar una colonización hacia el sur desde su nativa Asia meridional. Las características de esta especie desaparecen gradualmente en las especies más alejadas. Los restos subfósiles de cotorras de Newton muestran que era diferente de otras especies de Psittacula de las Mascareñas en algunas características osteológicas, pero que compartían similitudes como el esternón reducido, lo que sugiere una relación cercana. Las características esqueléticas señalan una relación especialmente cercana con la cotorra alejandrina, pero la gran cantidad de características derivadas de la cotorra de Newton indican un largo periodo de aislamiento en Rodrigues. La cotorra de Kramer (Psittacula krameri) también parece ser un pariente próximo.
Muchas aves endémicas de las Mascareñas, incluido el dodo, descienden de ancestros procedentes del sur de Asia, y el paleontólogo inglés Julian Hume propuso que este también era el caso de todos los loros del archipiélago. Los niveles del mar durante el Pleistoceno eran más bajos, lo que hacia posible a las especies colonizar las islas que estarían menos alejadas al surgir paradas intermedias. Aunque la mayoría de las especies extintas de loros de las Mascareñas son poco conocidas, sus restos subfósiles comparten algunas características comunes como cabezas y mandíbulas agrandadas, huesos pectorales reducidos, y huesos de las patas robustos. Hume sugirió que tendrían un origen común en una radiación de la tribu Psittaculini, basando su teoría en las características morfológicas y el hecho de que miembros de Psittacula han conseguido colonizar muchas islas remotas del océano Índico. Los Psittaculini podrían haber invadido la región varias veces, y como las especies estaban tan especializadas podrían haber evolucionado significativamente en las islas de los puntos calientes antes de que emergieran del mar las Mascareñas. En un estudio genético de 2011 de la filogenia de los loros no se pudo incluir a la cotorra de Newton ya que no se pudo extraer ADN viable. En la misma obra que descubrió que el loro de las Mascareñas (Mascarinus mascarinus) de la cercana Reunión estaba más cercanamente emparentado con el loro negro de Madagascar y las islas aledañas, por lo que no está emparentado directamente con las cotorras de Psittacula, lo que refutó la teoría del origen común de todos los loros de las Mascareñas.

## Descripción
La cotorra de Newton medía unos 40 cm de largo, aproximadamente el tamaño de la cotorra de Kramer. Las alas del espécimen macho miden 198 mm, la cola 206 mm, el culmen del pico 25 mm, y el tarso 22 mm. Las alas del espécimen hembra miden 191 mm, la cola 210 mm, el culmen 24 mm, y el tarso 22 mm. El macho era azul grisáceo con tonos verdosos y más oscuros en las partes superiores. Su cabeza era más azulada, con una línea que va del ojo a la cera. Tenía un ancho collar negro desde la barbilla a la nuca, que se iba estrechando gradualmente hacia atrás. La parte inferior de la cola era grisácea, la parte superior del pico era pardo rojiza y la mandíbula inferior negra. Sus patas eran grises y el iris de sus ojos amarillo. La hembra era de aspecto similar pero con la cabeza más grisácea y tenía el pico negro. El collar negro no era tan prominente como el del macho, y no se extendía hasta la parte posterior del cuello. La apariencia general de la cotorra de Newton era similar a las de las especies vivas de Psittacula, incluido su collar negro, pero sustituyendo el color verde de la mayor parte de plumaje del cuerpo de los demás miembros del género por gris azulado. Aunque varias especies del género también presentan coloraciones grises o azules en cabeza y cola.

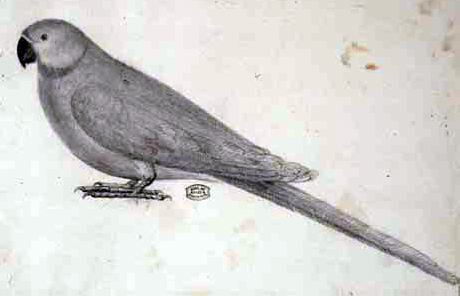
Dibujo de Jossigny realizado en los años 1770 a partir de un ave viva.

Philibert Commerson recibió un ejemplar vivo en Mauricio en la década de 1770 y lo describió como «azul grisáceo». Jossigny realizó dos ilustraciones de este espécimen, las únicas representaciones de la cotorra de Newton a partir de aves vivas, que no se publicaron hasta 2007. Aunque los dos especímenes conservados son azulados, algunos de los primeros informes procedentes de la isla Rodrigues han causado sembrado confusión respecto a la coloración de su plumaje. Una de ellas es esta afirmación de Leguat:

Hay abundancia de loros verdes y azules, son de un tamaño medio e igual, cuando son jóvenes, su carne es tan buena como la de los pichones de paloma.

Si los loros verdes a los que se refiere Leguat no fueran loros de Rogriguez (Necropsittacus rodericanus), quizás podrían haber sido un morfo verde de la cotorra de Newton, como sugirió Julian Hume. Como observó Alfred Newton en su descripción original, algunas plumas del espécimen hembra presentaban tanto tintes azules como verdes, dependiendo de la luz. Esto podría explicar alguna de las discrepancias. Los loros verdes mencionados también podrían tratarse de miembros de Psittacula arrastrados por las tormentas desde otras islas y que sobrevivían en Rodrigues un periodo de tiempo corto. Los dos especímenes existentes se conservaron originalmente en alcohol, pero aunque esto puede decolorar los ejemplares no es probable que pueda cambiarlos del verde al azul.

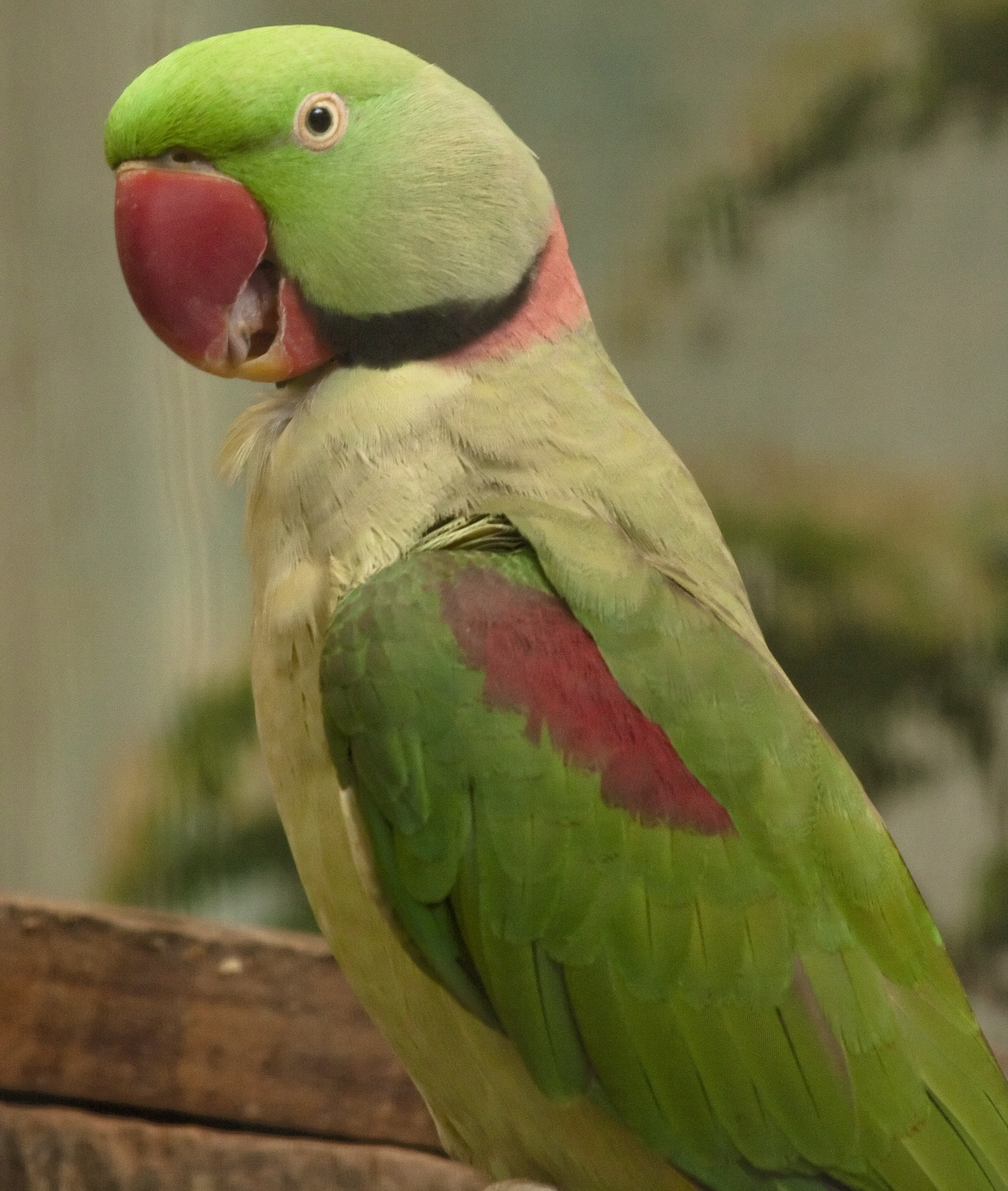
Su pariente la cotorra alejandrina tiene manchas rojas en los hombros, como puede verse en este macho adulto.

Julien Tafforet también relató que podría haber cotorras de Newton verdes en su obra de 1726 Relation de l'Île Rodrigue (Relación de la isla Rodrigues), pero complicando el tema de la coloración:

Hay loros de tres clases, y en cantidad ... la segunda especie [¿macho adulto de cotorra de Newton?] es ligeramente más pequeña y más bonita, porque tienen su plumaje verde como el anterior [loro de Rodrigues], un poco más azul, y por encima de las alas un poco de rojo al igual que en su pico. La tercera especie [cotorra de Newton] es pequeña y toda verde, y con el pico negro.

Se ha propuesto que los dos últimos tipos mencionados serían machos y hembras de cotorra de Newton, y que las diferencias entre ambos sería debido al dimorfismo sexual. Alexandre Pingré también mencionó aves verdes, quizás con algo de rojo, pero su informe es parcialmente ininteligible y por ello ambiguo. Su pariente la cotorra alejandrina también tiene una mancha roja en los hombros. Ninguno de los dos especímenes que se conservan tienen manchas rojas. El único ejemplar macho podría ser un individuo inmaduro por el color apagado de su pico, y esto podría explicar la ausencia de manchas rojas. Además cuando se crían las especies de Psittacula en avicultura, el azul se obtiene con facilidad derivado del verde, la producción de la coloración azul puede suprimir la coloración roja, por lo que los morfos azules podrían carecer de la mancha roja.

## Comportamiento y ecología

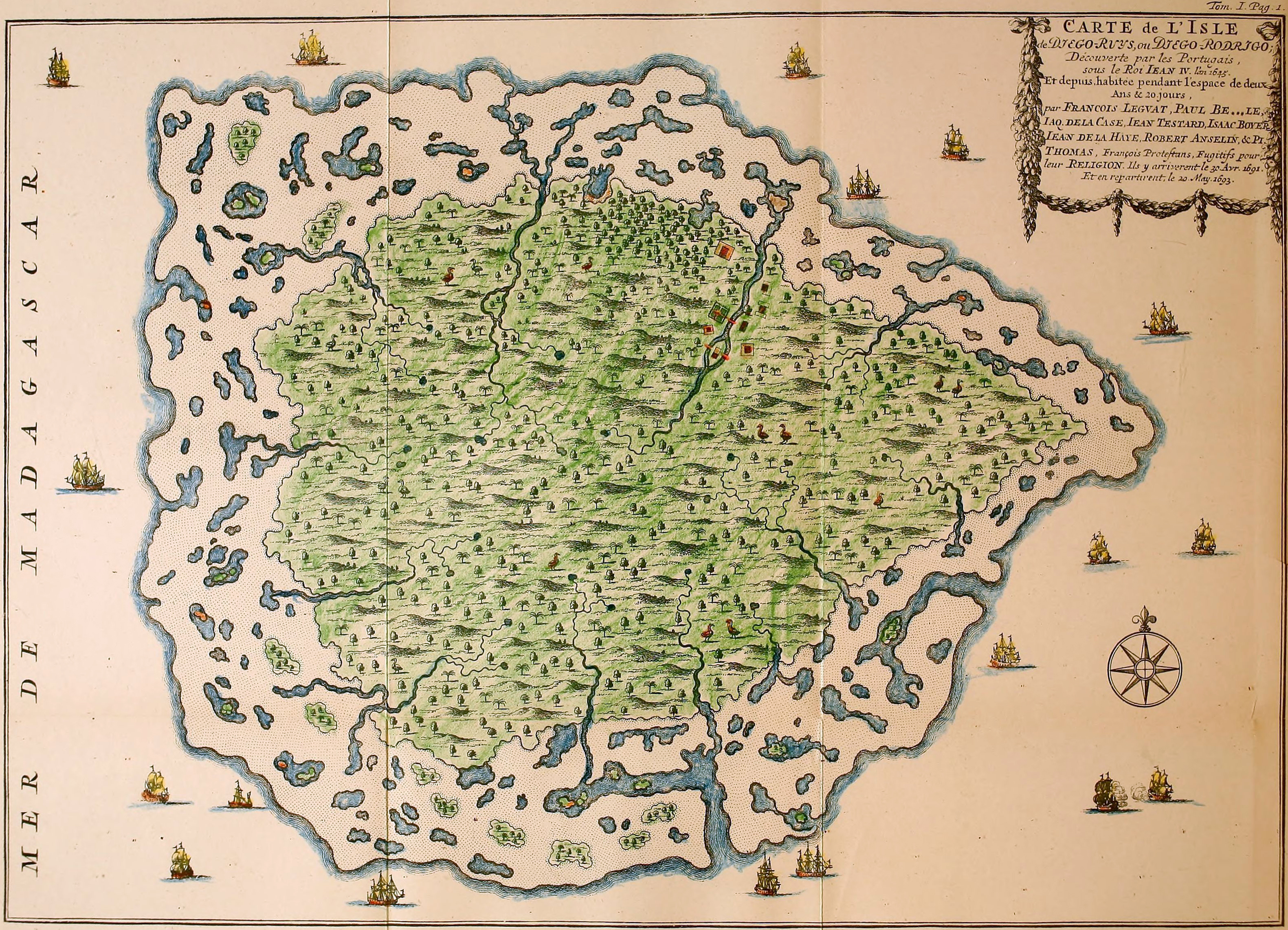
Mapa de la isla de Rodrigues casi intacta, de Leguat, su asentamiento está al noreste.

Casi no se sabe nada del comportamiento de la cotorra de Newton, pero probablemente fuera similar al de otros miembros de su género. Leguat mencionó que los loros de la isla principalmente comían nuedes de los árboles Cassine orientale. Podría además alimentarse de hojas como su pariente la cotorra de Mauricio (Psittacula eques). El hecho de que la cotorra de Newton sobreviviera bastante tiempo a que Rodrigues hubiera sido profundamente deforestada muestra que su forma de vida era menos vulnerable que la del loro de Rodrigues, por ejemplo.
Leguat y sus hombres dudaron si cazar loros porque eran muy manos y fáciles de atrapar. El grupo Leguat tomó como mascota un loro y pudieron enseñarla a hablar:

Cazar y pescar era tan fácil para nosotros, que dejó de ser un placer. A menudo disfrutábamos enseñando a los loros a hablar, habiendo una vasta cantidad de ellos. Llevamos uno a la isla de Maurice [Mauricio], que hablaba francés y flamenco.

Como aquí Leguat no menciona que tipo de loro era, algunas fuentes lo atribuyen a la cotorra de Newton y otras al loro de Rodrigues.
Muchas otras especies endémicas de Rodrigues se extinguieron tras la llegada de los humanos, y el ecosistema de la isla quedó seriamente dañado. Antes de que llegaran los hombres la isla estaba completamente cubierta de bosque, pero en la actualidad queda poca superficie forestal allí. La cotorra de Newton vivió junto a otras aves extintas recientemente como el solitario de Rodrigues, el loro de Rodrigues, el rascón de Rodrigues, el estornino de Rodrigues, el búho de Rodrigues, la martinete de Rodrigues y la paloma de Rodrigues. Entre los reptiles extintos se incluyen la tortuga gigante abovedada de Rodrigues, la tortuga gigante silla de montar de Rodrigues y el geco diurno de Rodrigues.

## Extinción

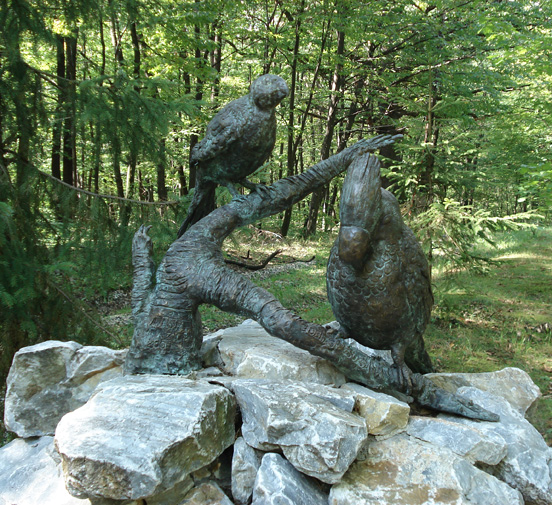
Estatuas de la cotorra de Newton y del también extinto loro de pico ancho de Mauricio, en Hungría.

De las ocho especies de loros endémicas de las Mascareñas, solo ha sobrevivido la cotorra de Mauricio. Las demás se extinguieron probablemente por una combinación del exceso de caza y la deforestación. Leguat afirmó que la cotorra de Newton era abundante durante su estancia allí. Todavía era común cuando Tafforet visitó la isla en 1726, pero Alexandre Pingré la mencionó en 1761, e indicó que esta ave se había vuelto escasa. Todavía estaba presente en los islotes al sur de Rodrigues (isla Gombrani), junto al loro de Rodrigues. A partir de ese momento Rodrigues fue profundamente deforestada y usada para la ganadería. Según los primeros registros de su sabor, parece que los visistantes comían corrientemente cotorra de Newton. Se necesitarían varios ejemplares probablemente para una sola comida, teniendo en cuenta su reducido tamaño. Pingré afirmó: 

La cotorra [de Newton] me parece mucho más delicada [que el zorro volador]. No habría echado de menos ninguna caza de Francia si esta hubiera sido más común en Rodrigues; pero comienza a ser rara. Hay incluso menos pericos [loro de Rodrigues], aunque una vez hubo una gran cantidad según François Leguat; de hecho un pequeño islote al sur de Rodrigues todavía mantiene el nombre de isla de los loros [isla Pierrot].

Según el topógrafo del gobierno Thomas Corby, la cotorra de Newton podía todavía haber sido bastante común en 1843. Henry H. Slater informó que había visto un solo ejemplar en el sur este de Rodrigues durante su estancia de tres meses para observar el tránsito de Venus de 1874, y el secretario colonial asistente William James Caldwell vio varios ejemplares en 1875 durante su visita de tres meses. El macho que recibió en 1875 y dio a Newton es el último miembro de la especie registrado. Una serie de ciclones azotaron la isla al año siguiente y podrían haber arrasado con la población que quedaba. Varias tormentas fuertes golpearon la isla en 1878 y 1886, y como quedaba poca superficie forestal en esa época había poca cubierta para proteger a las aves restantes. El macho pudo haber sido el último de su especie vivo.
Ha habido rumores infundados de la continuación de su existencia hasta inicios del siglo XX. En 1967 James Greenway afirmó que podría sobrevivir una población extremadamente pequeña en los islotes cercanos a la costa, porque estos suelen ser el último refugio de las aves amenazadas. Hume argumentó que esos islotes seguramente eran demasiado pequeños para mantener una población.